# Granice (Lubusz)
Pour les articles homonymes, voir Granice.
Granice (prononciation : [ɡraˈnit͡sɛ]) est un village polonais de la gmina de Maszewo dans le powiat de Krosno Odrzańskie de la voïvodie de Lubusz dans l'ouest de la Pologne.
Il se situe à environ 4 kilomètres au nord de Maszewo (siège de la gmina), 16 kilomètres au nord-ouest de Krosno Odrzańskie (siège du powiat), 46 kilomètres au nord-ouest de Zielona Góra (siège de la diétine régionale) et 75 kilomètres au sud de Gorzów Wielkopolski (capitale de la voïvodie).

## Histoire
De 1816 à 1945, Schmachtenhagen fait partie de l'arrondissement de Crossen-sur-l'Oder dans le district de Francfort au sein de la province de Brandebourg.
De 1975 à 1998, le village appartenait administrativement à la voïvodie de Zielona Góra.

Depuis 1999, il appartient administrativement à la voïvodie de Lubusz